# Пало Алто (окръг, Айова)
Окръг Пало Алто (на английски: Palo Alto County) е окръг в щата Айова, Съединени американски щати. Площта му е 1474 km², а населението - 10 147 души (2000). Административен център е град Еметсбърг.